# Земский пруд
Земский пруд — памятник природы регионального (областного) значения Московской области, который включает ценные в экологическом, научном и эстетическом отношении природные и природно-антропогенные комплексы, а также природные объекты, нуждающиеся в особой охране для сохранения их естественного состояния:
- места произрастания и обитания редких и исчезающих видов растений, лишайников и животных, в том числе занесенных в Красную книгу Московской области;
- участки леса, особо ценные по своим характеристикам, а также образцы достижений лесохозяйственной науки и практики;
- отдельные объекты живой природы (деревья-долгожители, единичные экземпляры экзотов);
- природные объекты, играющие важную роль в поддержании гидрологического режима.

Памятник природы основан в 1990 году. Местонахождение: Московская область, Можайский городской округ, сельское поселение Бородинское. Участок № 1 памятника природы расположен в 2,5 км к западу от деревни Новомихайловка и около 0,4 км к югу от садового некоммерческого товарищества «Рябина». Участок № 2 памятника природы расположен в 3 км к западу от деревни Новомихайловка и около 1,1 км к югу от садового некоммерческого товарищества «Рябина». Общая площадь памятника природы составляет 5,06 га (участок № 1 — 4,96 га, участок № 2 — 0,10 га). Участок № 1 находится большей частью в пределах квартала 28 и небольшим фрагментом в квартале 18 Колоцкого участкового лесничества Бородинского лесничества и охватывает своими границами пруд, сооруженный на Земском ручье, и примыкающие к нему старовозрастные садово-парковые насаждения с полянами. Участок № 2 включает старовозрастной дуб-долгожитель и участок луга вокруг него, расположенные на поле, примыкающем с юго-запада к участку № 1.

## Описание
Территория памятника природы располагается на волнистой моренной равнине в восточной окраине Смоленской возвышенности и включает русловой пруд с берегами и небольшими участками левобережной равнины. Абсолютные высоты в границах памятника природы изменяются от 226 м над уровнем моря (меженная отметка уреза воды в пруду) до 230 м над уровнем моря (склон моренной равнины). Кровля дочетвертичного фундамента местности представлена известняками и доломитами среднего карбона.
Земский пруд, расположенный на участке № 1, образован на Земском ручье — правом притоке реки Лусянки, впадающей в Можайское водохранилище. Русло ручья перекрыто плотиной высотой 2—2,5 м над урезом воды в водотоке. Длина вытянутого вдоль русла ручья водоема — 350 м, ширина у плотины — 70 м. Глубина пруда — около 0,5—1,5 м. Дно — суглинистое, илисто-суглинистое. Берега часто заболочены. В южной части памятника природы ручей Земский протекает по заболоченному днищу долины. Ширина ручья — 1-2 м.
Вдоль правого берега в северной части пруда пролегает активно эродирующий овраг с водотоком, вскрывающийся в долину Земского ручья ниже водоема. Ширина V-образного оврага — 20—30 м, высота склонов — 3 м, крутизна 20—50°. В овраге встречаются обвально-осыпные стенки.
К левому берегу пруда в границах участка № 1 примыкает придолинный пологонаклонный (3—5°) участок моренной равнины. Поверхности равнины сложены покровными суглинками, перекрывающими отложения московской морены. В границах участка часто встречаются биогенные формы рельефа — муравейники высотой до 0,5 м.
Небольшой по размеру участок № 2 также расположен на пологонаклонной поверхности левобережной моренной равнины, юго-западнее пруда на высоте около 230 м над уровнем моря.
Почвенный покров территории памятника природы представлен дерново-подзолистыми и дерново-подзолисто-глеевыми почвами на суглинистых поверхностях равнины. На насыпях грунта отмечаются литостраты (техногенные поверхностные образования).
Объект имеет дендрологическое значение, а также является памятником садово-паркового искусства. Территория памятника природы состоит из двух неравновесных по площади участков: большого с участком леса и прудом (участок № 1) и малого (участок № 2), включающего только дуб-долгожитель и полосу луга вокруг него.

### Флора и растительность
В периферийных частях участка № 1 территории памятника природы представлены субнеморальные сосново-еловые с участием дуба, березы и осины кислично-чернично-зеленомошные леса преимущественно искусственного происхождения в возрасте от 40 до 100 лет.
По склонам долины, спускающимся к пруду, развиты старовозрастные смешанные леса — насаждения с елью, дубом, березой и осиной, подростом ели, рябины, осины и дуба папоротниково-широкотравные со снытью обыкновенной, вейником тростниковидным, щитовником мужским, копытнем европейским, земляникой мускусной, волчеягодником обыкновенным и ландышем майским (последние три — редкие и уязвимые виды, не включенные в Красную книгу Московской области, но нуждающиеся на территории области в постоянном контроле и наблюдении).
По восточной границе памятника природы протянулся небольшой отвершек оврага с елью и ольхой серой. По северной границе участка № 1 на бровке склона дамбы Земского пруда растут старовозрастные деревья дуба, сосны, ели, березы, растут кусты лещины, а вдоль восточного берега пруда — деревья ели, сосны и лиственницы. На некоторых старых деревьях дуба в границах памятника природы встречается охраняемый в Московской области вид лишайников — рамалина мучнистая.
Вдоль западного берега пруда тянется старинная аллея из туи гигантской (более 50 экземпляров), чуть дальше от берега пруда и под прямым углом к нему расположены аллеи из других деревьев — туи складчатой (гигантской), старых деревьев пихты, сосны горной, декоративных кустарников. Имеется обильный подрост пихты и клёна платановидного. Указанные аллеи оконтуривают поляну с домиками охотбазы Москворецкого охотничье-рыболовного хозяйства, стоящую на месте предполагаемой усадьбы.
Травостой образуют сныть обыкновенная, купырь лесной, чистец болотный, дудник лесной, звездчатка жестколистная, полынь обыкновенная, гравилат речной, хвощ лесной, скерда болотная, вербейник монетчатый, овсяница гигантская, герань болотная, чина луговая.
Непосредственно на западном берегу пруда находится заболоченная поляна с древесными и кустарниковыми ивами (ломкой, пятитычинковой, трехтычинковой, пепельной), таволгой вязолистной, камышом лесным, крапивой двудомной и мягковолосником водным. Здесь встречается купальница европейская (редкий и уязвимый вид, не включенный в Красную книгу Московской области, но нуждающийся на территории области в постоянном контроле и наблюдении).
Большую часть территории участка № 1 занимает сам Земский пруд. По берегам пруда встречаются группы древесных и кустарниковых ив (пятитычинковой, пепельной, ломкой), черемухи и ольхи серой и их подроста, а также малины. У воды развита прибрежно-водная растительность, представленная зарослями тростника южного, камыша укореняющегося и лесного, осоки острой.
Здесь встречаются частуха водяная, череда трехраздельная, рогоз широколистный. В воде обильная ряска малая и элодея канадская.
На участке № 2 памятника природы, на примыкающем с юга к ручью и пруду зарастающем поле сохранился старый дуб, возраст которого составляет не менее 500 лет при высоте 33 м и обхвате 6 м 20 см. Дуб окружен залежным разнотравно-злаковым лугом.

### Фауна
На территории памятника природы обитают 57 видов позвоночных животных, относящихся к 13 отрядам пяти классов, в том числе один вид рыб, четыре вида амфибий, один вид рептилий, 34 вида птиц и 17 видов млекопитающих.
В силу неравнозначности участков памятника природы вся основная фауна позвоночных животных представлена преимущественно на главном участке № 1, составляющем основную территорию памятника природы. С участком № 2, представленным собственно дубом-долгожителем и его ближайшим окружением, встречаются только некоторые лугово-опушечные виды, перечисленные ниже.
Ихтиофауна памятника природы характерна для небольших водоемов бассейна верхней реки Москвы и представлена единственным видом рыб — серебряным карасем, встречающемся в Земском пруду на участке № 1.
Основу фаунистического комплекса наземных позвоночных животных составляют виды, характерные для хвойных и смешанных лесов запада Московской области. Доминируют виды, экологически связанные с древесно-кустарниковой растительностью.
На территории памятника природы выделяются три основных ассоциации фауны (зооформации): хвойных и смешанных лесов, водно-болотных местообитаний и лугово-опушечных местообитаний.
Зооформация хвойных и смешанных лесов, представленная на лесных участках памятника природы, распространена на большей части его территории. Основу населения лесов памятника природы составляют следующие виды позвоночных животных: серая жаба, желна, большой пестрый дятел, глухарь, пеночка-теньковка, зелёная пеночка, серая мухоловка, мухоловка-пеструшка, обыкновенная кукушка, зяблик, чиж, снегирь, обыкновенный поползень, обыкновенная пищуха, зарянка, певчий дрозд, рябинник, белобровик, иволга, пеночка-весничка, желтоголовый королек, длиннохвостая синица, большая синица, пухляк, лазоревка, сойка, обыкновенная бурозубка, лесная куница, белка, рыжая полевка. Именно на участках старых еловых и смешанных лесов памятника природы встречается кедровка — редкий вид птиц, занесенный в Красную книгу Московской области.
Зооформация лугово-опушечных местообитаний играет не столь большую, но важную роль в поддержании биоразнообразия памятника природы. В основном этот тип животного населения связан с лесными полянами и опушками. Характерными обитателями лугово-опушечных комплексов территории памятника природы являются живородящая ящерица, обыкновенный крот, темная полевка, канюк, перепелятник, лесной конек, обыкновенная сорока. Именно в луговых местообитаниях памятника природы кормится бурый медведь, занесенный в Красную книгу Московской области.
В водно-болотных местообитаниях по берегам Земского пруда и ручья, на котором он сооружен, много травяных, остромордых и прудовых лягушек. Из птиц в этих местообитаниях встречаются черныш, речной сверчок и соловей. Млекопитающие представлены водяной полевкой и речным бобром.
Во всех типах природных сообществ памятника природы встречаются: вальдшнеп, ворон, обыкновенный еж, ласка, горностай, обыкновенная лисица, лось, кабан, заяц-беляк.

## Объекты особой охраны памятника природы
Охраняемые экосистемы: старинный дендропарк, субнеморальные сосново-еловые с участием дуба, березы и осины кислично-чернично-зеленомошные участки леса; смешанные лещиновые папоротниково-широкотравные участки леса; заболоченная поляна с древесными и кустарниковыми ивами и влажнотравьем; берега пруда со старыми деревьями и прибрежно-водная растительность пруда.
Отдельные объекты живой природы: дуб-долгожитель.
Места произрастания и обитания охраняемых в Московской области, а также иных редких и уязвимых видов растений и животных, зафиксированных на территории памятника природы, перечисленных ниже.
Охраняемые в Московской области, а также иные редкие и уязвимые виды растений (виды, являющиеся редкими и уязвимыми таксонами, не включенные в Красную книгу Московской области, но нуждающиеся на территории области в постоянном контроле и наблюдении): волчеягодник обыкновенный, или волчье лыко, ландыш майский, купальница европейская, земляника мускусная.
Охраняемые в Московской области, а также иные редкие и уязвимые виды лишайников (виды, занесенные в Красную книгу Московской области): рамалина мучнистая.
Охраняемые в Московской области, а также иные редкие и уязвимые виды животных (виды, занесенные в Красную книгу Московской области): кедровка и бурый медведь.